# Belgiens Grand Prix 1986
Belgiens Grand Prix 1986 var det femte av 16 lopp ingående i formel 1-VM 1986.

## Resultat
1. Nigel Mansell, Williams-Honda, 9 poäng
2. Ayrton Senna, Lotus-Renault, 6
3. Stefan "Lill-Lövis" Johansson, Ferrari, 4
4. Michele Alboreto, Ferrari, 3
5. Jacques Laffite, Ligier-Renault, 2
6. Alain Prost, McLaren-TAG, 1
7. Teo Fabi, Benetton-BMW
8. Riccardo Patrese, Brabham-BMW
9. Marc Surer, Arrows-BMW
10. Gerhard Berger, Benetton-BMW
11. Alan Jones, Team Haas (Lola-Ford) (varv 40, bränslebrist)
12. Philippe Streiff, Tyrrell-Renault
13. Jonathan Palmer, Zakspeed

### Förare som bröt loppet
- Andrea de Cesaris, Minardi-Motori Moderni (varv 35, bränslebrist)
- Huub Rothengatter, Zakspeed (25, elsystem)
- Martin Brundle, Tyrrell-Renault (25, växellåda)
- Alessandro Nannini, Minardi-Motori Moderni (24, växellåda)
- René Arnoux, Ligier-Renault (23, motor
- Nelson Piquet, Williams-Honda (16, turbo)
- Thierry Boutsen, Arrows-BMW (7, elsystem)
- Johnny Dumfries, Lotus-Renault (7, snurrade av)
- Keke Rosberg, McLaren-TAG (6, motor
- Piercarlo Ghinzani, Osella-Alfa Romeo (3, motor
- Christian Danner, Osella-Alfa Romeo (2, motor
- Patrick Tambay, Team Haas (Lola-Ford) (0, olycka)

## VM-ställning
| Förarmästerskapet 1. Ayrton Senna, Lotus-Renault, 25 2. Alain Prost, McLaren-TAG, 23 3. Nigel Mansell, Williams-Honda, 18 | Konstruktörsmästerskapet 1. McLaren-TAG, 34 2. Williams-Honda, 33 3. Lotus-Renault, 25 |